# Dance with the One That Brought You
Dance with the One That Brought You è un singolo della cantante canadese Shania Twain, pubblicato nel 1993 ed estratto dall'album Shania Twain.
Il brano è stato scritto da Sam Hogin e Gretchen Peters.

## Tracce
- 7" (USA)

1. Dance with the One That Brought You
2. When He Leaves You

## Video
Il videoclip della canzone è stato diretto da Sean Penn e girato a Los Angeles.